# Toyota Camry
Toyota Camry (/ˈkæmri/; Tiếng Nhật: トヨタ・カムリ / Toyota Kamuri) là một dòng ô tô cỡ trung (phiên bản gốc là cỡ nhỏ) được Toyota sản xuất từ 1982 và được bán rộng rãi trên khắp thế giới. Giữa những năm 1980 và 1982, cái tên "Camry" từng được dùng cho dòng xe bốn chỗ Toyota Celica Camry.